# Cantons del Charente Marítim
Els Cantons del Charente Marítim són 51 i s'agrupen en 5 districtes:

Localització dels cantons del Charente Marítim

- Districte de Jonzac (7 cantons - sotsprefectura: Jonzac) :
cantó d'Archiac - cantó de Jonzac - cantó de Mirambeau - cantó de Montendre - cantó de Montguyon - cantó de Montlieu-la-Garde - cantó de Saint-Genis-de-Saintonge

- Districte de Rochefort (13 cantons - sotsprefectura: Rochefort) :
cantó d'Aigrefeuille-d'Aunis - Cantó de Le Château-d'Oléron - cantó de Marennes - cantó de Rochefort-Centre - cantó de Rochefort-Nord - cantó de Rochefort-Sud - cantó de Royan-Est - cantó de Royan-Oest - cantó de Saint-Agnant - cantó de Saint-Pierre-d'Oléron - cantó de Surgères - cantó de Tonnay-Charente - cantó de La Tremblade

- Districte de La Rochelle (15 cantons - prefectura: La Rochelle) :
cantó d'Ars-en-Ré - cantó d'Aytré - cantó de Courçon - cantó de La Jarrie - cantó de Marans - cantó de La Rochelle-1 - cantó de La Rochelle-2 - cantó de La Rochelle-3 - cantó de La Rochelle-4 - cantó de La Rochelle-5 - cantó de La Rochelle-6 - cantó de La Rochelle-7 - cantó de La Rochelle-8 - cantó de La Rochelle-9 - cantó de Saint-Martin-de-Ré

- Districte de Saintes (9 cantons - sotsprefectura: Saintes) :
cantó de Burie - cantó de Cozes - cantó de Gémozac - cantó de Pons - cantó de Saintes-Est - cantó de Saintes-Nord - cantó de Saintes-Oest - cantó de Saint-Porchaire - cantó de Saujon

- Districte de Saint-Jean-d'Angély (7 cantons - sotsprefectura: Saint-Jean-d'Angély) :
cantó d'Aulnay - cantó de Loulay - cantó de Matha - cantó de Saint-Hilaire-de-Villefranche - cantó de Saint-Jean-d'Angély - cantó de Saint-Savinien - cantó de Tonnay-Boutonne